# Як втриматись на плаву (фільм)
«Як втриматися на плаву» (англ. Head Above Water) — комедійний трилер режисера Джима Вілсона. Прем'єра відбулася 7 листопада 1996 року.

## Сюжет
Молодята Джордж і Наталі вирушають відпочити на острів, де живе її друг дитинства Ланс. На острів, під час відсутності Джорджа і Ланса, приїжджає Кент - колишній хлопець Наталі.

## У головних ролях
- Харві Кейтель — Джордж
- Камерон Діас — Наталі Хейлі
- Крейг Шиффер — Ланс
- Біллі Зейн — Кент